# Hardin, Montana
Hardin är administrativ huvudort i Big Horn County i den amerikanska delstaten Montana. Orten grundades 1911 och uppkallades efter Samuel B. Hardin.

## Kända personer från Hardin
- Kendall Cross, brottare